# ケス・デパーニュグループ
ケス・デパーニュグループ（Groupe Caisse d'Epargne）は、フランスのかつて存在した大手金融グループ。現在、BPCE傘下の金融ブランドの一つとして残っている。本社はパリ。

## 概要
1818年創業。ケス・デパーニュとは貯蓄銀行を意味する。ケスデパーニュ・イル・ド・フランス貯蓄銀行を始めとする21の貯蓄銀行の出資による系統中央機関の傘下に、投資銀行のナティクシスを始めとして住宅ローンや中小企業向け融資を取り扱う企業群を持っていた。総資産が約5,400億ユーロ、顧客数が約2,600万人（2006年12月現在）という、欧州でも有数の金融グループであった。
一時三菱東京UFJ銀行（BTMU）と提携していた時期があり、当時はBTMUが日本から同グループの貯蓄銀行に口座を開設できる「パリアカウント」というサービスを行っていた。しかし提携解消に伴い2011年2月28日で同サービスの新規受付を終了している（既存の口座については引き続き利用可能）。現在、ケスデパーニュ イル ド フランスが日本人スタッフによる口座開設サービスを行っている。
元々、労働者階級に貯蓄を奨励し金融アクセスを与える慈善事業的な性格を持つ、公的金融機関で運用される非課税の預金口座を扱っている金融機関であったが、後に預金者等から出資を募る協同組織金融機関となった。
2005年から2010年にかけて自転車ロードレースチームのスポンサーを務めており、2006年には同チームに所属するオスカル・ペレイロがツール・ド・フランスを制覇するなどの活躍を見せ、日本でもその名が知られるようになった。（詳細はモビスター・チームを参照）
2009年、フランスのもう1つの協同組織金融機関グループであるバンク・ポピュレール(庶民銀行)の中央機関同士が合併し、BPCEとなった。

## ロゴ
同社のロゴは、元々同社がマスコットとしてきたリスを図案化したものを使用しているのだが、1991年に大幅なデザインのリニューアルを行っている。そのロゴが日本語で「毛ガニ」と読めてしまうということがしばしば話題になっており、そのため日本では同社及びロードレースチームのことを「毛ガニ」と呼ぶ者が少なくない。